# Свети Йоан Предтеча (Неа Ефесос)
„Свети Йоан Предтеча“ (на гръцки: Aγίου Iωάννου Προδρόμου) е късносредновековна православна църква в село Неа Ефесос (Ступи), Егейска Македония, Гърция, част от Китроската, Катеринска и Платамонска епархия. Църквата е възстановен поствизантийски храм със стенописи от XVΙΙΙ век. До църквата е новият храм „Свети Йоан Богослов“. Църквата е обявена за защитен паметник на културата в 1967 година.